# محمدحسین رهبر
محمدحسین رهبر سیاست‌مدار ایرانی بود، که در دوره بیست و چهارم مجلس شورای ملی بعنوان نماینده زابل از استان  سیستان و بلوچستان در مجلس شورای ملی حضور داشت.